# Südavia
Südavia fora uma empresa fundada em 1984, com o témino das operações em 1990. A empresa era sediada em Munique, na Alemanha. 